# Лавей-ле-Бан
Лавей-ле-Бан (фр. Les Bains de Lavey) — деревня в Швейцарии, в кантоне Во. В деревне расположены горячие слабосерные лечебных источники. Впервые геотермальные источники были обнаружены в 1831 году.
В настоящее время представляет собой комплекс термальных бассейнов, джакузи, гибромассажных фонтанов и искусственных водопадов.
Система источников имеет не только оздоровительный и развлекательный характер. Благодаря температуре воды, источники используются также для естественного отопления города Лавей.
Недалеко от деревни Лавей-ле-Бан располагается живописная деревня Кларанс, в которой проживали и трудились известные русские композиторы П. И. Чайковский, И. Стравинский, писатель В. Набоков (похоронен на кладбище Кларанса).